# Raúl Spank
Raúl Spank, né le 13 juillet 1988 à Dresde, est un athlète allemand pratiquant le saut en hauteur. Il appartient au Dresdner SC. Il mesure 1,91 m pour 78 kg.

## Carrière
En 2006, il prend la 3e place des championnats d'Allemagne et la 2e place en 2008 lors des championnats d'Allemagne en salle. Lors de la saison de plein air, Raùl Spank améliore son record personnel le 25 mai avec un saut à 2,30 m. Raúl Spank termine 5e des championnats du monde junior à Pékin avec un saut à 2,23 m. Il remporte la médaille d'argent en 2007 aux championnats d'Europe juniors de Hengelo.
En 2008, il remporte le titre des Championnats d'Allemagne à Nuremberg. Aux Jeux olympiques de Pékin, il prend la 5e place avec un saut à 2,32 m, qui améliore son record personnel.
Le 21 août 2009, lors des Championnats du monde d'athlétisme 2009 à Berlin, il s'adjuge la médaille de bronze, à égalité avec le Polonais Sylwester Bednarek avec un saut à 2,32 m. Le 29, il améliore son record personnel lors du Meeting d'Eberstadt et remporte la compétition avec un saut à 2,33 m. Il conserve son titre en 2010 en franchissant 2,30 m.
En 2011, l'Allemand remporte le meeting Prefontaine Classic de Eugene, quatrième étape de la Ligue de diamant 2011, avec un saut à 2,32 m et se classe neuvième de la finale des mondiaux de Daegu avec 2,28 m.
En 2012, il est avec la même performance, toujours neuvième lors des mondiaux en salle d'Istanbul. Blessé ensuite, il revient à la compétition en 2014 mais se convertit dans le triple saut où il remporte le Championnats d'Allemagne en 2015.
Il met un terme à sa carrière sportive en septembre 2016.
Il concourt depuis au niveau régional, notamment dans l'épreuve du décathlon. Le 24 août 2018, il est invité à concourir avec les juniors au Meeting d'Eberstadt et remporte la compétition avec 2,21 m, son meilleur saut depuis... 2012.

## Palmarès
| Date | Compétition                       | Lieu             | Résultat | Marque  |
| ---- | --------------------------------- | ---------------- | -------- | ------- |
| 2005 | Championnats du monde jeunesse    | Marrakech        | 7e       | 2,11 m  |
| 2006 | Championnats du monde juniors     | Pékin            | 5e       | 2,23 m  |
| 2007 | Championnats d'Europe juniors     | Hengelo          | 2e       | 2,21 m  |
| 2008 | Jeux olympiques                   | Pékin            | 5e       | 2,32 m  |
| 2009 | Championnats d'Europe en salle    | Turin            | 7e       | 2,25 m  |
| 2009 | Championnats d'Europe par équipes | Leiria           | 10e      | 2,15 m  |
| 2009 | Championnats du monde             | Berlin           | 3e       | 2,32 m  |
| 2011 | Championnats d'Europe en salle    | Paris            | 8e       | 2,20 m  |
| 2011 | Championnats d'Europe par équipes | Stockholm        | 3e       | 2,28 m  |
| 2011 | Championnats du monde             | Daegu            | 9e       | 2,28 m  |
| 2011 | Ligue de diamant                  | Ligue de diamant | 6e       | détails |
| 2012 | Championnats du monde en salle    | Istanbul         | 9e       | 2,28 m  |

## Records
| Épreuve         | Épreuve   | Performance | Lieu      | Date            |
| --------------- | --------- | ----------- | --------- | --------------- |
| Saut en hauteur | Plein air | 2,33 m      | Eberstadt | 29 août 2009    |
| Saut en hauteur | En salle  | 2,32 m      | Karlsruhe | 26 février 2012 |

## Source
- (de) Cet article est partiellement ou en totalité issu de l’article de Wikipédia en allemand intitulé « Raúl Spank » (voir la liste des auteurs).